# Алкиони Пападаки
Алкиони Пападаки (на гръцки: Αλκυόνη Παπαδάκη) е гръцка писателка на произведения в жанра драма.

## Биография и творчество
Алкиони Пападаки е родена в село Нео Хорио, близо до Ханя, Крит, Гърция. Баща ѝ е учител. Завършва френското училище „Свети Йосиф“ в Ханя. учи в университета за социални и политически науки „Пантеон“ в Атина, но не го завършва, защото започва да учи журналистика в Гръцко-американския съюз. Докато учи пише първата си книга „Το κόκκινο σπίτι“ (Червената къща), която издава самостоятелно през 1988 г.
Публикува материали във вестниците „Το Βήμα“ и „Τα Νέα“. Стажува във вестниците „Τα Νέα“ и „Авги“. През това време развива своите леви убеждения. Заради режима на военната хунта известно време живее в Париж.
В началото на 70-те години тя се запознава с настоящия си партньор, с когото имат син.
Произведенията на писателката са част от съвременната художествена литература и са характерни със своя лиричен характер.
Алкиони Пападаки живее със семейството си в Маруси.

## Произведения
- Το κόκκινο σπίτι (1988)
- Η μπόρα (1989)
- Die Farbe des Mondes (1991)
- Σκισμένο ψαθάκι (1993)
- Το χρώμα του φεγγαριού (1995)
Цветът на луната, изд. „Агапи“ (2005), прев. Снежанка Атанасова
- Αμάν, αμάν (1995)
- The Colour of the Moon (1995)
- Οι κάργιες (1997)
- Σαν χειμωνιάτικη λιακάδα (1999)
- Βαρκάρισσα της χίμαιρας (2001)
- Στον ίσκιο των πουλιών (2003)
- Το τετράδιο της Αλκυόνης (2004)
- Ξεφυλλίζοντας τη σιωπή (2004)
- Στο ακρογιάλι της ουτοπίας (2005)
- Το ταξίδι που λέγαμε... (2007)
- Αν ήταν όλα... αλλιώς (2009)
- Τι σου είναι η αγάπη τελικά... (2011)
- Σ΄ένα γύρισμα της ζωής (2013)
- Θα ξανάρθουν τα χελιδόνια (2015)
- Το χαμόγελο του δράκου (2018)
- Στην άκρη του βράχου (2019)

### Екранизации
- 1996 To hroma tou feggariou – ТВ сериал
- 2000 San heimoniatiki liakada – ТВ сериал